# Балтійський сланцевий басейн
Балтійський сланцевий басейн- розташований в Естонії та сусідніх областях Росії. Основний центр видобутку — місто Кохтла-Ярве. Відкритий у XVIII столітті.

## Характеристика
Площа 5.5 тис. км². Загальні запаси кукерситів 11 млрд т (1990). За іншими даними загальні запаси до глибини 300 м становлять 24,5 млрд т (2004). Сланценосна товща приурочена до порід ордовика. Зольність сланців 39-52 %; теплота згоряння (на сухе паливо) 10,9-17,3 МДж/кг.

## Технологія розробки
В кінці XX століття працювало 10 шахт, 4 розрізи. Річний видобуток становив 30 млн т.